# Ford Model TT
Ford Model TT (рус. Форд Модэ́л Ти́Ти) — американский однотонный грузовик на базе легкового автомобиля Ford Model T, отличающийся более прочной рамой и усиленной задней осью с червячным приводом. Грузовик часто оснащали задним демультипликатором Ruckstell и прочими комплектующими, что позволяло ввести в коробку передач промежуточную передачу между нижней и верхней, что было необходимо при езде на подъём и пересеченной местности. Массовое конвейерное производство компанией Ford модели TT началось в 1925 году, хотя первые шасси Форд TT начали собирать ещё в 1917 году. Для своего времени это был очень прочный автомобиль, но весьма медлительный в сравнении с более современными аналогами. При стандартной коробке передач его рекомендуемая скорость была не более 15 миль/ч (24 км/ч), а со специальной 4-ступенчатой коробкой передач — не более 22 миль/ч (36 км/ч). Стандартным числом главной передачи было 7.25:1, а промежуточной — 5.17:1

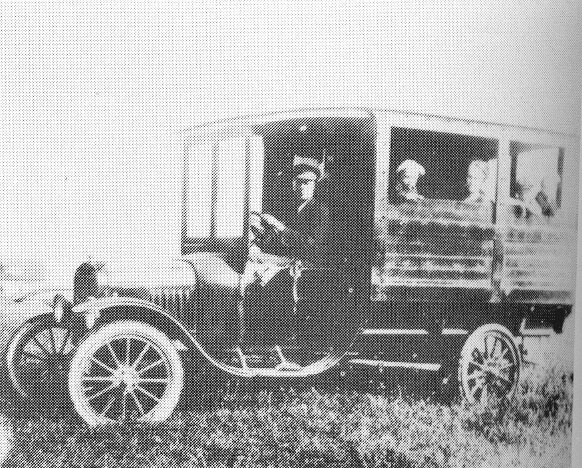

## Производство
| Год  | Выпущено (США) |
| ---- | -------------- |
| 1917 | 3              |
| 1918 | 41 105         |
| 1919 | 70 816         |
| 1920 | 135 002        |
| 1921 | 118 583        |
| 1922 | 135 629        |
| 1923 | 197 057        |
| 1924 | 139 435        |
| 1925 | 197 390        |
| 1926 | 228 496        |
| 1927 | 83 202         |

- Количество указано без учёта автомобилей, произведенных за пределами США